# گرانما (روزنامه)
گرانما (به اسپانیایی: Granma) روزنامه رسمی ارگان کمیته مرکزی حزب کمونیست کوبا است. این روزنامه مواضع رسمی حزب حاکم کمونیست را منعکس می‌کند.
نام‌واژه «گرانما» هم‌واره به رنگ قرمز چاپ می‌شود و تنها در موارد محدودی هم‌چون عزاداری رسمی، سردگل آن به رنگ سیاه تغییر می‌کند. روزنامه گرانما در جزیره کوبا هر روز در ۸ صفحه منتشر می‌شود و گزینه‌هایی از مقالات و تحلیل‌های آن در غالب توزیع بین‌الملی به زبان‌های انگلیسی، فرانسوی، پرتغالی، آلمانی و ایتالیایی به صورت برخط بازنشر می‌شوند.

## نویسندگان
از جمله نویسندگان و گزارش‌گران سابق روزنامه گرانما می‌توان از نوربرتو فوئنتس نام برد.